# Yuki Kobori
Yuki Kobori (n. 25 noiembrie 1993, Ishikawa⁠(d), Prefectura Fukushima, Japonia) este un înotător japonez, medaliat olimpic. A participat la 2 ediții ale Jocurilor Olimpice (2012, 2016) în care a câștigat o medalie de bronz.